# Gonzalo Bulnes

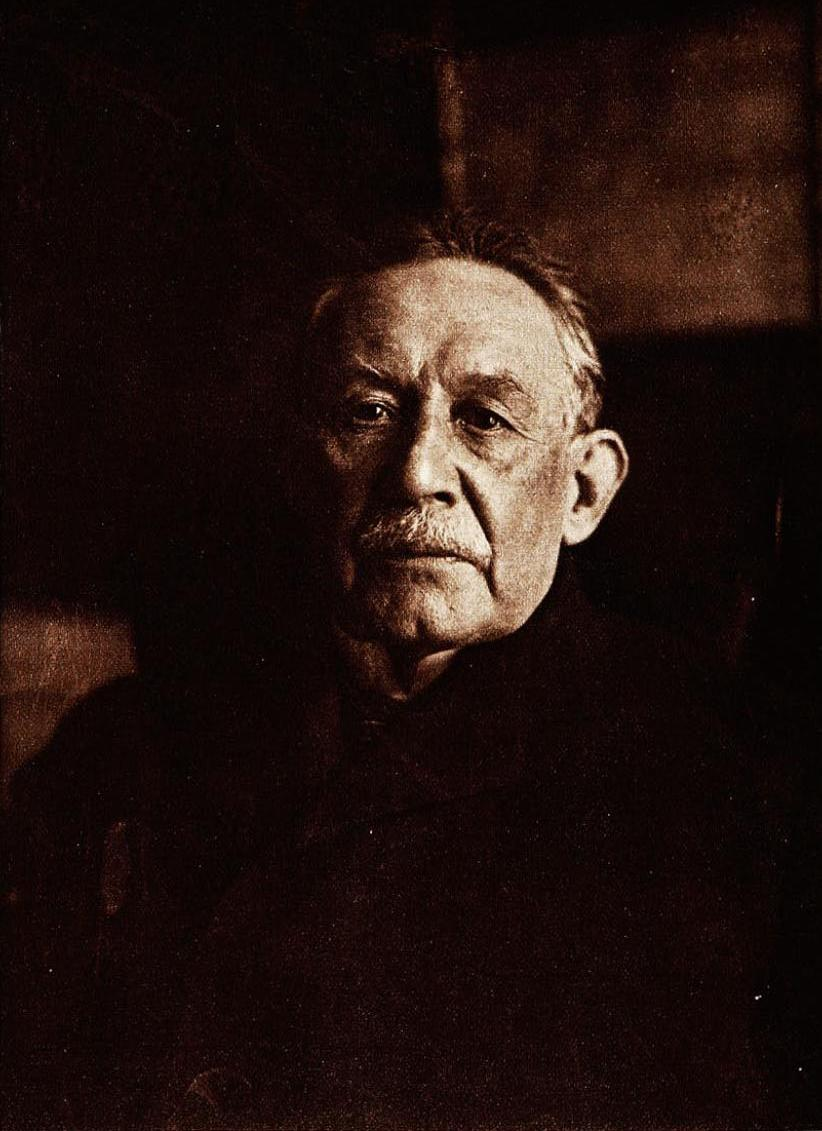
Gonzalo Bulnes Pinto circa 1915.

Gonzalo Bulnes Pinto, né à Santiago le 19 novembre 1851 où il est mort le 17 août 1936, est un agriculteur, historien, membre du Parti Libéral et homme politique chilien.

## Biographie
Fils du président de la République Manuel Bulnes Prieto et de Enriqueta Pinto Garmendia, petit-fils du président Francisco Antonio Pinto et neveu du président Aníbal Pinto Garmendia, il effectue ses études au Collège des Sacrés Cœurs de Santiago, à l'Institut National et au Collège Villarino.
Gonzalo Bulnes relate que, dans son enfance, son père, conscient de l'importance d'Andrés Bello au Chili, lui a fait visiter sa maison.

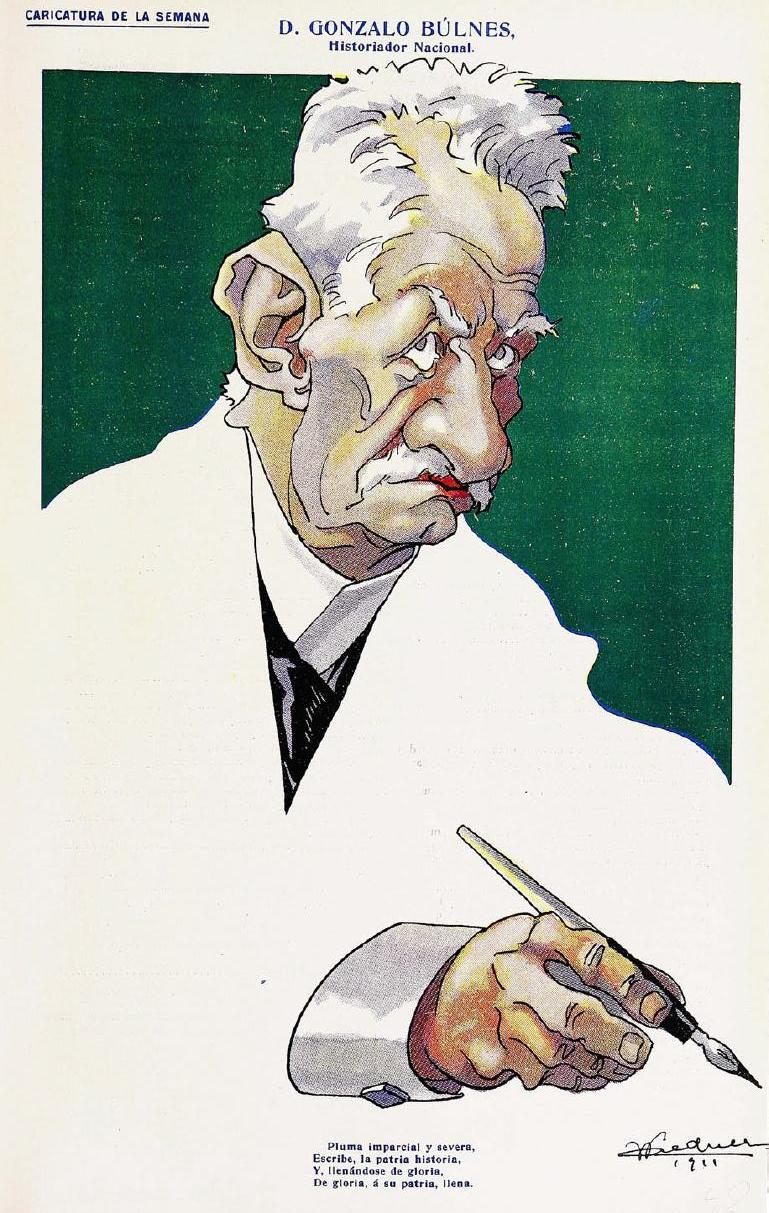
Caricature de Bulnes

Il a toujours eu une prédilection pour la recherche historique, et, en réalisant un voyage en Europe pour compléter ses études, il est influencé par les historiens Ernest Renan et Émile Chasles.
Il se marie avec Carmela Correa y Sanfuentes, fille de Juan de Dios Correa de Saa y Torro-Zambrano (fils de Juan de Dios Correa de Saa y Martínez) et de Carmela Sanfuentes y del Sol, à la Paroisse du Sagrario, à Santiago, le 15 juillet 1875.
À son retour au Chili, il entame ses travaux historiographiques, en se concentrant sur l'histoire militaire de son pays. Son œuvre majeure est la Guerre du Pacifique, en trois tomes.

### Carrière politique
Il a milité pour le Parti Libéral. Il fut premier intendant de Tarapacá (entre le 26 février 1884 et le 2 octobre 1885), sous-secrétaire de Guerre à Iquique en 1891, ambassadeur extraordinaire en Argentine en 1918 et ambassadeur extraordinaire en Équateur.
Il fut député de Rancagua entre 1882 et 1885 ; de Rancagua, Cachapoal et Maipo entre 1901 et 1903 ; et sénateur de Malleco à deux reprises (entre 1912 et 1918, et de 1918 à 1924). Il a été considéré comme l'un des parlementaires les plus importants du pays. [réf. nécessaire]

### Historien
Selon Juan Luis Ossa Santa Cruz : « Bulnes a été influencé par le positivisme historiographique de 90, celui-là qui s'est bâti sur les piliers de la méthode narrative d'Andrés Bello et les interprétations philosophiques de José Victorino Lastarria. Nous verrons que, malgré les différences entre les deux versants historiographiques, Bulnes s'est nourri des deux écoles : de Bello, il a hérité la méthode ad narrandum en écrivant ses principales œuvres. De Lastarria, il a pris une vision particulièrement négative du passé espagnol (et, par conséquent, nationaliste). De plus, dans les écrits de Bulnes on peut noter — comme dans ceux du penseur libéral — une confiance aveugle dans le progrès matériel et politique du Chili »[réf. nécessaire].

## Œuvres
- Histoire de la Campagne du Pérou en 1838
- Histoire de l'Expédition Libératrice du Pérou: 1817-1822
- Don Juan Martínez de Rozas: 1759-1813
- Dernières campagnes de l'Indépendance du Pérou: 1822-1826
- Le Chili et l'Argentine : un débat de 55 ans
- Naissance des républiques américaines 1810
- Guerre du Pacifique, Tome I, D'Antofagasta à Tarapacá
- Guerre du Pacifique, Tome II, De Tarapacá à Lima
- Guerre du Pacifique, Tome III, Occupation du Pérou, La paix